# Юва
Ю́ва (фин. Juva, швед. устар. Jockas) — коммуна в провинции Южное Саво Финляндии. Основана 19 января 1442 года и является старейшей коммуной Финляндии, чья дата основания точно известна. Муниципальная администрация создана в 1868 году.
Расстояние от Ювы до Хельсинки — 273 км, до Санкт-Петербурга — 360 км.

## История
17 (29) февраля 1808 во время Русско-шведской войны Иоккас (Юва) был занят русскими войсками генерала Тучкова.

## Экономика
Основные отрасли: производство продуктов питания, лесная промышленность и туризм. Большинство жителей Ювы работают в близлежащих городах (Савонлинна, Миккели, Варкаус). Летом население города значительно увеличивается, город является популярным местом финского летнего отдыха. В окрестностях Ювы имеется более чем 2000 частных домиков для отдыха.
Центральный собор Ювы построен в 1863 году.

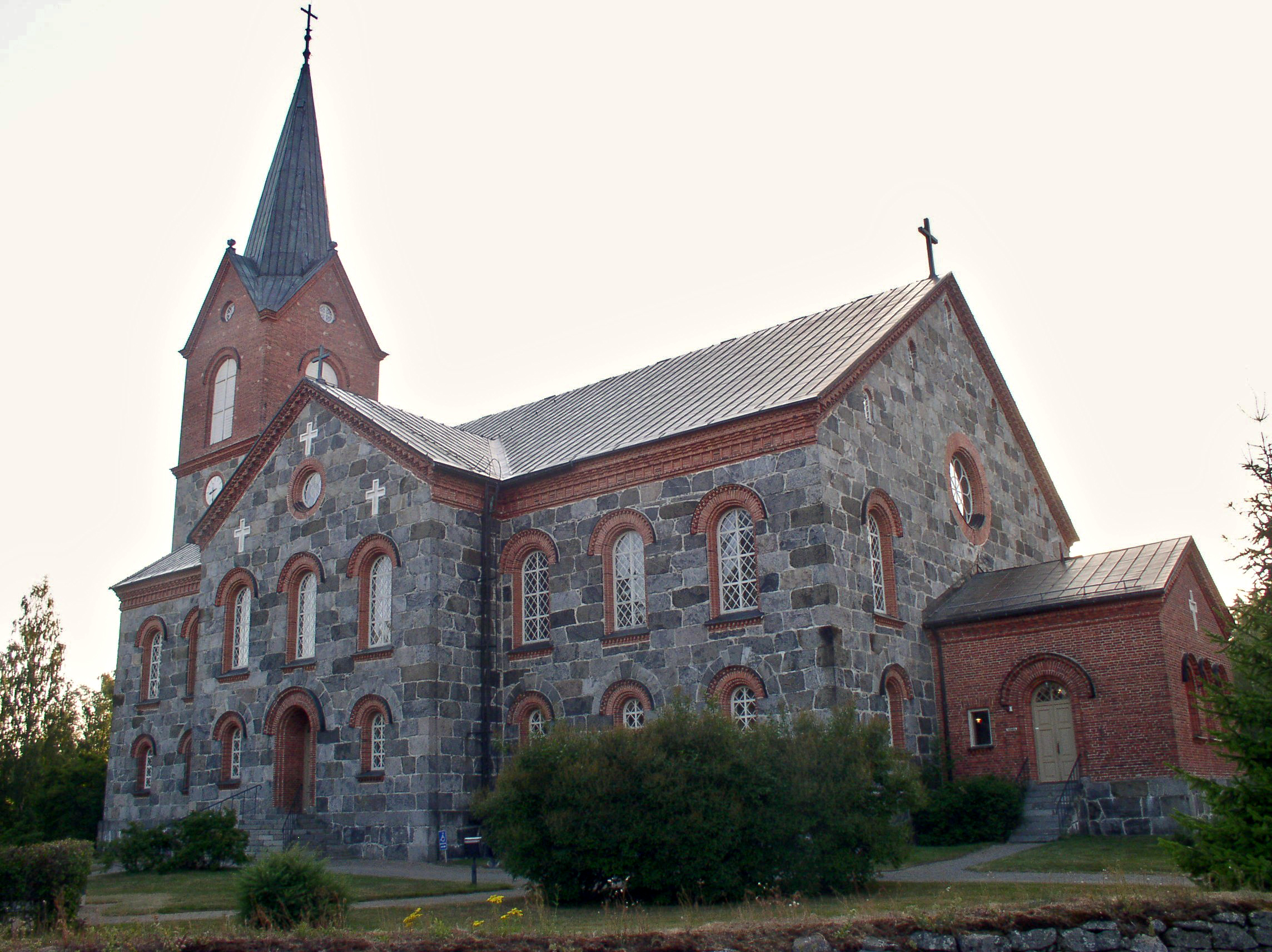
Собор Ювы

## Транспорт
Государственная дорога 5 пролегает всего в нескольких километрах западнее Ювы. От трассы отходит государственная дорога 14, которая проходит через Юву. Эта дорога ведёт к Савонлинне и далее на Париккалу.
В центре Ювы находится автостанция.

## Известные горожане
- Матти Вяйсянен — епископ, лидер консервативного крыла финских лютеран, активист общественной религиозной организации «Фонд Лютера».
- Патрик Меннандер — финский певец, выступавший в группах Ruoska, Battlelore и Natsipaska.
- Мартти Талвела — финский оперный певец (бас), которого называли «финским Шаляпиным».